# 穆布賴灣
72°11′S 170°15′E / 72.183°S 170.250°E

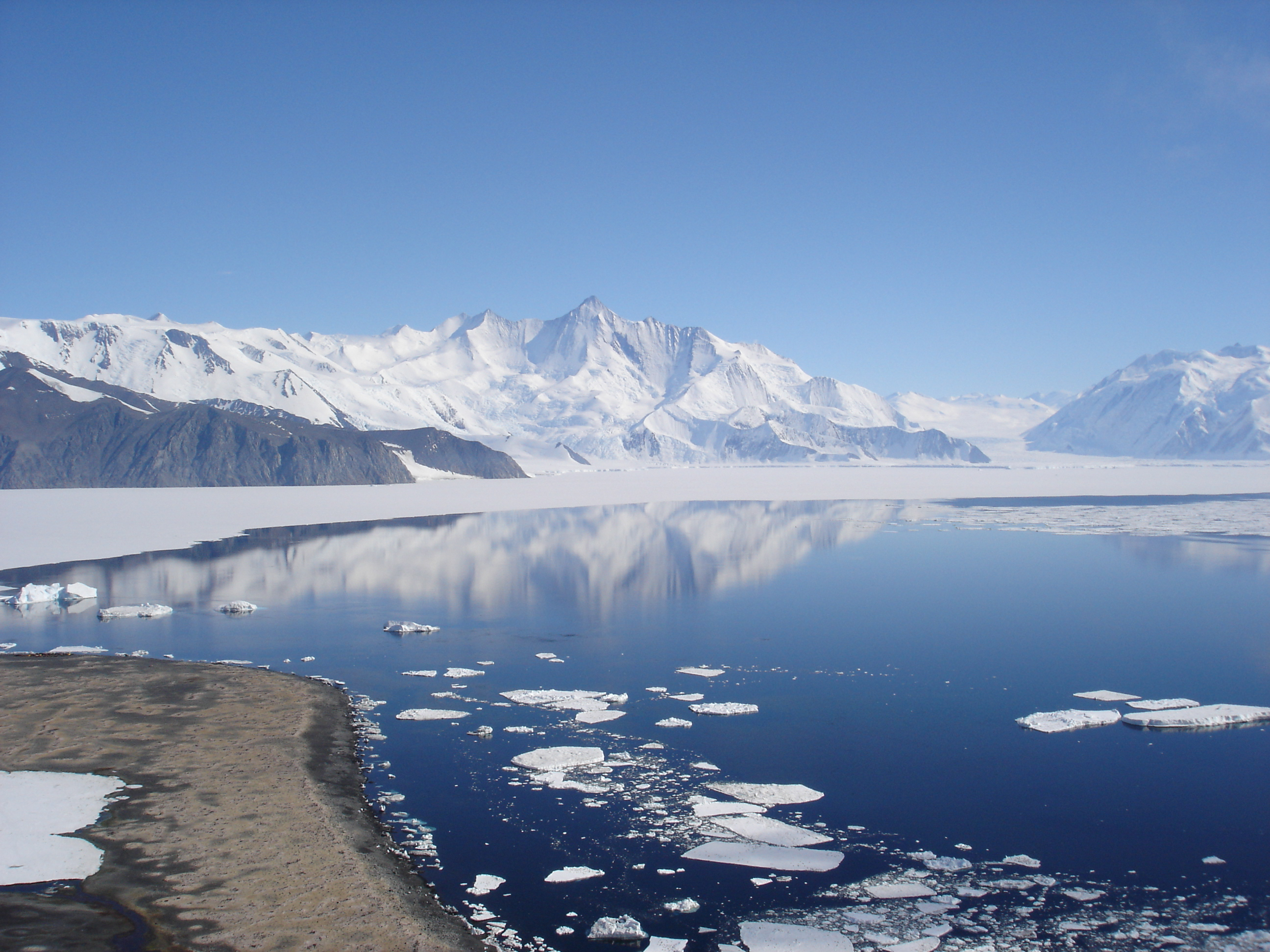
從哈勒特角眺望穆布賴灣及遠方的赫歇爾山

穆布賴灣（英語：Moubray Bay）是南極洲的海灣，位於維多利亞地的羅斯海西部，處於羅傑特角和哈勒特角之間，該海灣在1841年由英國探險家發現。